# Madam Secretary
Madam Secretary (under den sjätte och sista säsongen benämnd som Madam President) är en amerikansk politisk dramaserie skapad av Barbara Hall, som sändes på TV-kanalen CBS med totalt 120 stycken avsnitt, mellan åren 2014 och 2019. Bland de skådespelare som medverkar i serien märks Téa Leoni (även producent), som spelar huvudrollen som den före detta CIA-analytikern och statsvetenskapsprofessorn Elizabeth McCord. I Sverige går det att streama i stort sett alla säsonger (förutom den sjätte) på streamingtjänsten Sky Showtime.

## Handling
Seriens handling kretsar kring den före detta CIA-analytikern och statsvetenskapsprofessorn Elizabeth McCord, som precis har blivit utsedd till USA:s utrikesminister, detta efter att den förra utrikesministern (Elizabeths föregångare) har råkat ut för ett väldigt misstänksamt dödsfall.

## Rollista (i urval)
| Téa Leoni          | – Elizabeth "Bess" Adams McCord |
| Tim Daly           | – Henry McCord                  |
| Bebe Neuwirth      | – Nadine Tolliver               |
| Željko Ivanek      | – Russell Jackson               |
| Erich Bergen       | – Blake Moran                   |
| Patina Miller      | – Daisy Grant                   |
| Geoffrey Arend     | – Matt Mahoney                  |
| Wallis Currie-Wood | – Stephanie "Stevie" McCord     |
| Kathrine Herzer    | – Alison McCord                 |
| Evan Roe           | – Jason McCord                  |
| Keith Carradine    | – Conrad Dalton                 |
| Sebastian Arcelus  | – Jay Whitman                   |
| Sara Ramírez       | – Kat Sandoval                  |
| Kevin Rahm         | – Michael "Mike B." Barnow      |